# Kenneth Keniston
Kenneth Keniston (* 6. Januar 1930 in Chicago, Illinois; † 14. Februar 2020) war ein US-amerikanischer Sozialpsychologe, der vor allem für seine Arbeiten zur Postadoleszenz und später zu Fragen der Beziehungen zwischen Technik, Persönlichkeit und gesellschaftlicher Entwicklung bekannt wurde.

## Leben
Kenneth Keniston erwarb 1951 mit einer Arbeit zur politischen Philosophie von José Ortega y Gasset an der Harvard University einen Bachelor und 1956 mit einem Rhodes-Stipendium an der University of Oxford einen Dr. phil. in social studies (etwa: Sozialwissenschaften). Bereits ab 1952 hielt er Vorlesungen an der Harvard University. An der Yale School of Medicine hatte er ab 1962 eine erste Professur für Psychologie inne, 1969 erhielt er eine ordentliche Professur und wurde Direktor des dortigen Behavioral Sciences Study Center.
1977 wechselte Keniston an das Massachusetts Institute of Technology (MIT), wo er bis zu seiner Emeritierung tätig war, zuletzt als Andrew W. Mellon Professor of Human Development. Am MIT war er Leiter des Carnegie Council on Children, das mehrere einflussreiche Berichte zu Kindheit und Jugend in den Vereinigten Staaten veröffentlichte. Außerdem machte er sich um die Etablierung des dortigen STS-Programms (Science, Technology, and Society) und um die Verbindungen des MIT nach Indien verdient.
Laut Datenbank Scopus, die Zitationen überwiegend erst aus der Zeit nach den 1970er Jahren erfasst, hat Keniston (Stand Februar 2021) einen h-Index von 8. Er war seit 1971 Mitglied der American Academy of Arts and Sciences und erhielt 1979 ein Guggenheim-Stipendium.
Kenistons Vater Hayward Keniston war Professor für Spanische Literatur an der University of Michigan. Kenneth Keniston war seit 1960 mit Ellen Uviller verheiratet. In zweiter Ehe war er mit der MIT-Politologin Suzanne Berger (* 1939) verheiratet. Seine Schwester Marjorie Keniston McIntosh (* 1940) ist Historikerin an der University of Colorado Boulder.

## Schriften
- The Uncommitted: Alienated Youth in American Society (1965)
- Young Radicals: Notes on Committed Youth (1968)
- Youth and Dissent: The Rise of a New Opposition (1971)
- All our children: The American family under pressure (1977)
- mit D. Guston: The Fragile Contract (1994)
- mit Jill Conway und Leo Marx: Earth, Air, Fire, Water: Humanistic Studies of the Environment (2000)
- mit Deepak Kumar: IT Experience in India: Bridging the Digital Divide (2004)
- mit Rohit Raj Mathur und R.K. Bagga: The State, IT, and Development (2005)